# Media Dubb
MediaDubb International AB var ett svenskt dubbningsföretag lett av Lasse Svensson, som var aktivt mellan åren 1992 och 2006. Företaget köptes därefter upp av en annan producent och bytte namn till Mediadubb International. Numera heter företaget SDI Media medan Lasse Svensson driver dubbningsbolaget Eurotroll.
1991 dubbade man bland annat 1987 års Teenage Mutant Ninja Turtles till svenska, då TV-serien visades i TV3 och TV 1000 1991–1994. Videodubbningarna av samma serie utfördes 1991 av Sun Studio.
Andra kända dubbningar är första säsongen av Ducktales, originaldubben av Räddningspatrullen och originaldubben av de första 11 avsnitten av Nya äventyr med Nalle Puh.

## Dubbningar i urval
- Krambjörnarna för TV3 1988-1989
- De flygande björnarna
- De gåtfulla guldstäderna för TV3 1989-1990
- Dino-Riders på köpvideo VHS endast
- Ducktales för TV3 1988- (dubbades senare om av KM Studio för SVT)
- Dundermusen för TV3 (det förekommer även två anda dubbningar som visats på SVT/Barnkanalen respektive TV4))
- Familjen Flinta för TV3 och Cartoon Network (Cartoon Network visade även avsnitt som var dubbade av Sun Studio)
- Greve Duckula för TV3 1990-1992
- James Bond Junior för TV3
- Jetsons för TV3 och Cartoon Network (Cartoon Network visade även avsnitt som var dubbade av Sun Studio)
- M.A.S.K. på köpvideo VHS
- Nya äventyr med Nalle Puh för TV3 (dubbades senare om av KM Studio för SVT, VHS, DVD och Disney Junior)
- Piff och Puff – Räddningspatrullen för TV3 (dubbades senare om av KM Studio för SVT, VHS, DVD, Disney Channel och Toon Disney)
- Robocop på köpvideo VHS
- Scooby-Doo, var är du! TV3 (endast säsong 2)
- Smurfarna, ursprunglig dubbning (de två första säsongerna dubbades senare om av Mediadubb International)
- The Super Mario Bros. Super Show! för TV-visningar på bland annat KTV (VHS-utgåvorna dubbades av Videobolaget)
- Teenage Mutant Hero Turtles för TV3 1991-1993 och TV1000 (dubbades senare om av Sun Studio för VHS och DVD)
- The Real Ghostbusters för TV3 1990-1994 (sändes endast sv.textad 1989).

### Fotnoter
1. ↑  MediaDubb International AB, Bolagsverket, läs online, läst: 3 juni 2023.[källa från Wikidata]
2. ↑  ”Sök företagsinformation”. foretagsinfo.bolagsverket.se. https://foretagsinfo.bolagsverket.se/sok-foretagsinformation-web/foretag/5564422706/foretagsform/AB. Läst 3 juni 2023.
3. ↑  Daniel Hofverberg (25 februari 1990). ”Teenage Mutant Hero Turtles (Teenage Mutant Ninja Turtles)”. Dubbningshemsidan. http://www.dubbningshemsidan.se/credits/turtles/. Läst 7 februari 2012.